# Triszta
A Trisztaa Trisztán férfinév női párja.[forrás?]

## Gyakorisága
Az 1990-es és a 2000-es években nem volt anyakönyvezhető.

## Névnapok
* február 7. [forrás?]
* november 28.[forrás?]